# The Thirteenth Commandment
The Thirteenth Commandment er en amerikansk stumfilm fra 1920 af Robert G. Vignola.

## Medvirkende
- Ethel Clayton som Daphne Kip
- Charles Meredith som Clay Wimborn
- Monte Blue som Bayard Kip
- Anna Q. Nilsson som Leila Kip
- Irving Cummings som Thomas Warwick Duane
- Winter Hall som Roger Kip Sr.
- Lucille Ward som Mrs. Kip Sr.
- Arthur Maude som Mr. Wtherell
- Beverly Travers som Sheila Kemble
- Louis Morrison som Herman Reben
- Jane Wolfe som Mrs. Chivvis